# レオーン5世
レオーン5世“アルメニオス”（レオーン5せい“アルメニオス”、ギリシア語：Λέων Εʹ ὁ Ἀρμένιος, Leōn V ho Armenios、775年頃? - 820年12月25日）は、東ローマ帝国の皇帝（在位：813年7月22日 - 820年12月25日）。あだ名の「アルメニオス」は「アルメニア人」という意味で、その名のとおりアルメニア系である。

## 生涯
パトリキオスの爵位を持っていたバルダスなる人物の息子。青年時にはミカエル（のちのアモリア朝の初代皇帝ミカエル2世）らとともに、小アジア半島のテマの長官を務めていたバルダネス・トゥルコス（おそらく彼の一族でもある）の幕僚であった。彼は803年にバルダネスがニケフォロス1世に反乱を起こした時に彼を裏切ってニケフォロス1世に味方した。しかしニケフォロス1世は後にレオーンを解任している。
そののち、ミカエル1世ランガベによって呼び戻され、テマ・アナトリコンの長官となった。そして813年にミカエル1世がブルガリアのハーン・クルムと戦って敗れた後、彼から譲位されて即位した。この頃クルムの軍は、首都コンスタンティノポリスにまで迫りつつあった。だがクルムにはコンスタンティノポリスの城壁を越えることができなかった（レオーン5世はコンスタンティノポリスの城壁の一部の強化を行っている）。そして814年にクルムが急死すると、跡を継いだオムルタグと30年間の和約を結んだ（815年の条約）。
国内では815年にイコノクラスムを復活させ、反対するコンスタンティノポリス総主教のニケフォロスを解任した。しかし彼の政策は根強い反対運動に遭遇する。
レオーン5世は旧友のミカエルを取り立てていたが、次第に対立していくようになった。820年に彼はミカエルを捕らえ、処刑することにした。しかし妃のテオドシアがクリスマスを理由として処刑に反対した。このために処刑は1日延期され、ミカエルの支持者に大きなチャンスを与えることとなる。レオーン5世は翌朝のミサの最中に、ミカエルの支持者たちに暗殺された。彼の遺体は布切れに入れられ、コンスタンティノポリス近郊のプロテ島に運ばれて埋葬された。また共同皇帝のコンスタンティノスをはじめとする彼の息子たちは修道士とされた。ミカエルがミカエル2世として皇帝位についた。